# Bioplastia
Bioplastia é uma técnica de modelagem corporal e facial usando implantes biológicos ou sintéticos.
Dr. Almir Nácul, criador da técnica, define Bioplastia como uma "uma plástica sem cirurgia, realizada com o implante de biomateriais injetáveis em planos anatômicos profundos com processos minimamente invasivos."

## Origem
A Bioplastia foi desenvolvida pelo cirurgião plástico Almir Moojen Nácul na década de 1990  para, em casos selecionados, evitar “a internação hospitalar, a cirurgia e a anestesia geral, deixando de lado os grandes curativos e o longo tempo de recuperação e percepção dos resultados, que ainda são as maiores preocupações na hora de optar por uma cirurgia“.
A técnica é baseada nos princípios básicos da cirurgia plástica convencional e teve, também, sua origem nas técnicas tradicionais de preenchimento, todavia se difere destas por utilizar os biomateriais em planos anatômicos profundos (abaixo do músculo).
A Bioplastia, quando bem realizada, possibilita criar, realçar, recuperar, rejuvenescer ou complementar as características que determinam a beleza.

## Características Essenciais da Bioplastia[1]
- Uso de biomaterial em implante injetável de marca liberada pelo órgão nacional responsável (a ANVISA, no caso do Brasil);
- Marcação específica, com uso de régua e moldes maleáveis,[4] sob referenciais anatômicos que servem como alusões topográficas das diversas regiões da face.[5]
- Uso de micro cânulas com ponta romba (arredondada);
- Uso de pistola de aplicação de biomaterial;
- Implante do biomaterial em planos profundos;

## Internacionalização da Técnica
Desde 2014, o médico Dr. Eduardo Costa, um dos primeiros alunos do Dr. Almir Nácul, e outros profissionais tem exportado a técnica para diversos locais do mundo, como Colômbia, México, Estados Unidos e Europa - difundindo a Bioplastia e demonstrando a segurança da utilização do PMMA através de estudos e pesquisas.

## Produção Científica
Ao longo dos últimos anos, Dr. Eduardo Costa, Dra. Danuza Alves, Dr. Roberto Chacur e outros profissionais tem se dedicado a aprender e estudar sobre a Bioplastia. Com a publicação de diversos artigos mostrando a segurança do PMMA e da Bioplastia, a técnica tem conquistado o respeito e a admiração de cada vez mais profissionais, dentre eles Dermatologistas e Cirurgiões Plásticos.

## O PMMA na Bioplastia
O Polimetilmetacrilado (PMMA) foi sintetizado com sucesso pela primeira vez em 1.902.
Desde 1.945, o PMMA é amplamente utilizado na odontologia para fixação de próteses dentárias.
O PMMA tem sido usado cada vez mais em diversas especialidades cirúrgicas e é conhecido como um excelente material para estabilização de longas fraturas ósseas, rescontruções craniofaciais, lentes intraoculares e preenchimento de tecidos moles. O PMMA é classificado como um bom material aloplástico devido a algumas de suas características, como o fato de ser permamente, não absorvível e não degradável.
O PMMA é amplamente estudado devido ao seu grande número de possíveis aplicações, como em revestimento ósseo, cola óssea, dispositivos óticos (lentes intraoculares), biomaterial para aplicação intramuscular, entre outros
Em 1.994, suas microesferas foram associadas ao colágeno bovino, criando um veículo em gel, pastoso, para facilitar o implante no subcutâneo. O que se observou foi uma melhor retenção com o uso do colágeno misturado as microesferas de PMMA, isto gerou grandes e positivas expectativas da comunidade médica e científica
No Brasil, implantes infiltrativos de PMMA são utilizados para reposição de volume perdido durante o processo de envelhecimento para preenchimento de rugas, pois há evidência de que é um polímero que estimula neocolagênese, isto causa uma reação inflamatória controlada, que estabiliza o material e acomoda o material no local do implante.
Reações tardias, como granulomas, foram observadas com o uso de PMMA e são provavelmente relacionadas a baixa qualidade da matéria prima utilizada na produção dos produtos, predisposição de cada paciente, colagenases, erros na aplicação do produto como uso de agulhas, quantidade inapropriada de produto, distribuição irregular do produto e variação de profundidade no local do implante.
Diversos fatores afetam o tipo e intensidade da reação inflamatória de tecidos do corpo ao implante de PMMA para propósitos de preenchimento estético; entre eles está o tamanho dos polímeros (microesferas), as quais devem ter ter entre 36-43 µm. Este tamanho é tido como o tamanho ideal para grandes injeções dérmicas, prevenindo fagocitóse e permitindo a aplicação e estabilização do material. Além disso, este tamanho é aceito e considerado por relatórios na literatura médica, os quais mostram que microesferas com diâmetro inferior a 20 µm desencadeiam uma resposta inflamatória granulomatosa e comprovadamente são fagocitados e microesferas maiores do que 50 µm não seriam implantadas efetivamente.
Lemperle, Morhenn and Charrier analisaram e compararam diversos produtos comercializados com uso para preenchimento de tecidos moles, incluindo o PMMA, quanto à sua biocompatibilidade e durabilidade. Depois de quatro anos de experimentos, os autores observaram que todas as substâncias estudadas se provaram clinica e histologicamente seguros.
Na Bioplastia, o PMMA é considerado o biomaterial mais adequado à técnica, por ser permamente, não absorvível e não degradável. O uso do PMMA no Brasil é liberado pela ANVISA.
O produto é utilizado no Brasil e no mundo para fins de preenchimento facial e corporal desde o início da década de 1.990.
O PMMA Linnea Safe e o Biossimetric, ambos produzidos no Brasil, são comprovadamente biocompatíveis, ou seja, possuem risco praticamente inexistente de rejeição ou reações alérgicas, não necessitando de teste. O PMMA BellaFill, comercializado nos Estados Unidos, tem veículo de colágeno bovino e, portanto, exige teste para reações antes do procedimento ser realizado.